# Chrysococcyx basalis
Chrysococcyx basalis е вид птица от семейство Cuculidae.

## Разпространение
Видът е разпространен в Австралия, Индонезия, Малайзия и Папуа Нова Гвинея.